# Canadiske Hot 100
Den canadiske Hot 100 er en musik singles popularitetshitliste udstedt hver uge af Billboard-magasinet. Listen rangerer sange i Canada. Den debuterede i Billboard-magasinet den 16. juni 2007 og blev stillet til rådighed for første gang via deres online-tjenester den 7. juni 2007. Med denne lancering, markerede det første gang, at Billboard skabt en Hot 100-liste for et land uden for USA. Den første nummer-et sang var "Umbrella" med Rihanna featuring Jay-Z.
Pr. 31. Juli 2010, har den canadiske Hot 100 haft 35 nummer et-sange. Det nuværende nummer et sang er "Love The Way You Lie" af Eminem featuring Rihanna
. 
Den canadiske Hot 100 svarer til Billboard's USA-baserede Hot 100, da det kombinerer salg via digitale downloads, målt ved Nielsen SoundScan, og canadiske radio publikum niveauer målt ved Nielsen BDS. Canadas airplay chart er resultatet af overvågningen af mere end 100 stationer, der repræsenterer rock, country, voksen moderne og Top 40 genrer.  Som de traditionelt har gjort med udbredelsen af andre nye lister, har Billboard udfærdiget upublicerede "test"-lister forud for premieren (disse rækker blev vist i de første hitlisters "sidste uge" og "to uger siden" kolonner). Online-version af hitlisten anvender canadiske flag ved siden af de sange, der betegnes som canadiske. 
Billboard charts manager Geoff Mayfield annonceret premieren på hitlisten, som "den nye Billboard canadiske Hot 100 vil tjene som det endelige mål for Canada's mest populære sange, hvilket fortsætter vores magasins mangeårige tradition for at bruge den mest omfattende ressourcer til rådighed til verdens mest autoritative musik-hitlister. "

## Sanges opnåen

### Nummer 1-debut
- "Crack a Bottle" af Eminem, Dr. Dre & 50 Cent (21. februar, 2009)
- "Today Was a Fairytale" af Taylor Swift (20. februar, 2010)
- "Wavin' Flag" af Young Artists for Haiti (27. marts, 2010)
- "Not Afraid" af Eminem (22. maj, 2010)
- "California Gurls" af Katy Perry featuring Snoop Dogg (29. maj, 2010)

### Andre resultater
- Black Eyed Peas er den eneste kunstner der har erstattet sig selv som nummer et ("Boom Boom Pow" i ni uger (27. juni) → (4. julie) "I Gotta Feeling" i 16 uger)
- Fem artister er uafgjort med flest nummer 1-hits, tre hver:

Britney Spears ("Gimme More", "Womanizer", "3")
Katy Perry ("I Kissed A Girl", "Hot n Cold", "California Gurls")
Lady Gaga ("Just Dance", "Poker Face", "Bad Romance")
Eminem ("Crack a Bottle", "Not Afraid", "Love The Way You Lie")
Rihanna ("Umbrella", "Take a Bow" "Love The Way You Lie")